# Protiromské pochody v Česku
Jako protiromské pochody či demonstrace se v Česku označují akce, jejichž cílem je proniknout do oblastí obývaných převážně Romy. Mezi účastníky těchto akcí dříve převažovali neonacisté, ale v důsledku poklesu životní úrovně obyvatel Česka způsobeného hospodářskou krizí od roku 2007 se tyto akce od roku 2011 setkávají s masivní podporou místních obyvatel nespokojených s podle nich nedostatečným řešením problémů s romskou minoritou a s přístupem veřejných orgánů zodpovědných za tuto oblast. Svou roli hrají také v české společnosti zakořeněné předsudky vůči Romům. Obecně je podle průzkumu z roku 2012 vztah Čechů k Romům negativní (kolem 70 %), asi polovina Čechů se Romů bojí a asi 70 % Čechů odmítá násilí proti Romům. Někteří pozorovatelé přirovnávají tyto pochody k pogromům.
Pochody jsou většinou svolávané v reakci na skutečnou či domnělou trestnou činnost, v níž v roli pachatelů figurují příslušníci romského etnika. Jak upozorňuje politolog Miroslav Mareš, „‚obyčejní‘ lidé skutečně mají pocit ohrožení a zástupci pravicově extremistické scény jsou v jejich očích jediní, kdo se jich zastanou. Akce už zdaleka nejsou jen záležitostí organizovaného extremistického ideologického spektra, což je velká změna.“

## Seznam pochodů

### Demonstrace 17. listopadu 2008 v Litvínově
První akcí tohoto typu byla demonstrace Dělnické strany na sídlišti Janov v Litvínově na podzim 2008. Přičemž demonstrující byli v mediích prezentováni jako radikálové.

### Rok 2011

#### Severočeské nepokoje 2011
Impulsem k demonstracím se stal útok mačetami na osazenstvo herny v Novém Boru v okrese Česká Lípa dne 7. srpna 2011 a útok skupiny dvaceti Romů v Rumburku dne 21. srpna 2011 ráno na šest mladíků. Dle bezpečnostních kamer jeden z Romů v Novém Boru po mačetovém útoku řekl: "Tak jsme to těm bílejm hlavám nandali."
Demonstrace ve Varnsdorfu dne 26. srpna 2011 a 2. září 2011 svolal Lukáš Kohout, který se proslavil jako falešný asistent ministra zahraničních věcí Jana Kavana. Sobotní demonstraci dne 3. září 2011 svolalo neonacistické hnutí Svobodná mládež, které to však později popřelo. V sobotu 10. září pořádala Dělnická strana sociální spravedlnosti v Novém Boru, ve Varnsdorfu a v Rumburku manifestace, na kterých vystoupil jejich předseda Tomáš Vandas. U výchozího stanoviště pochodu tvořili radikálové a běžní občané Nového Boru dokonce dvě zcela oddělené skupiny. Běžní občané tvořili menšinu. Na pochod se nejprve vydali radikálové a za nimi teprve běžní občané. Během pochodu se však zprvu nesměle připojovali další běžní občané města tak, že na konci pochodu na náměstí obě skupiny měly shodný počet účastníků (asi 300 osob na obou stranách)[zdroj?]

#### Další události
Další pochody, při nichž musela policie použít donucovacích prostředků vůči oponentům protiromských pochodů, se odehrály 12. března v Novém Bydžově a 9. dubna v Krupce. 6. října prošel protiromský pochod centrem Ústí nad Labem. 29. října proběhla protiromská demonstrace také v Rotavě.

### Smyšlený útok v Břeclavi 2012
22. dubna 2012 prošel Břeclaví pochod asi 2000 lidí, kteří reagovali na incident, při němž byl vážně zraněn místní teenager. Podle výpovědi zraněného byl dotyčný napaden skupinou Romů, kteří mu způsobili závažná zranění. Policejní vyšetřování ukázalo, že si chlapec zranění způsobil sám pádem přes zábradlí, na němž předváděl gymnastické cviky.

### Rok 2013
pozn.: v kulaté závorce je počet účastníků pochodu
- - 29. květen: Duchcov (800) [19]
  - léto: České Budějovice - sídliště Máj
  - 3. srpna: Vítkov [20]
  - 24. srpen: Ostrava (1000)[21], Duchcov (1000)[22], České Budějovice, Jičín, Plzeň (150)[23] , Brno, Děčín a Varnsdorf (první pochod ve více městech najednou v týž den)
  - 27. září: Ostrava (1000)[24]

### Rok 2014
- - 13. srpen: Děčín (200)[25]

## Reakce Romů
Podle vyjádření romského aktivity Josefa Stojky Romové za problémy českého obyvatelstva nemohou. Pochody podle nich jsou rasistického a nacistického charakteru. V minulosti[zdroj?] Romové dané lokality odjížděli z města či se uzavírali do svých domovů. V roce 2013 došlo k obratu a Romové pořádají v den pochodu protidemonstrace. Bylo tomu např. v roce 2013 v Českých Budějovicích, či v Ostravě.
Politické hnutí Europe Roma International vydalo u příležitosti série protiromských pochodů prohlášení, které se zabývá celkovou situací v České republice. Dále vyzvalo k demonstraci za dodržování lidských práv a proti vzrůstajícímu neonacismu na den 3. září 2013 před českými ambasádami a před úřadem vlády v Praze. Demonstrace před úřadem vlády se zúčastnila pouhá desítka lidí.

## Reakce politické reprezentace
„Je smutné, že projevy nespokojenosti občanů s násilnou i majetkovou kriminalitou cikánů, jejich povalečstvím, zneužíváním sociálního systému a neschopností občanského soužití jsou ihned klasifikovány jako extremismus." říká senátor za ČSSD Pavel Lebeda.

## Reakce v zahraničí
Ve svém článku z 4. srpna 2013 německý deník Die Welt uvedl, že pochody na Romy se staly českým národním sportem, kterého se účastní vedle radikálů též běžní občané. Přičemž upozornil, že státní železniční dopravce České dráhy vypravil pro účastníky pochodu DSSS ve městě Vítkov vypravil speciální spoje.